# Cuscuta babylonica
Cuscuta babylonica é uma espécie de plantas parasitas na glória da manhã da família, Convolvulaceae. Pode ser encontrada no Iraque e no Turcomenistão.
A planta mostra cromossomas supernumerários que são holocêntricos durante a meiose.
É um parasita de Carthamus glaucus.